# 猪俣邦宪
猪俣邦憲（生年不詳－天正18年（1590）？），戰國時代武將、後北條氏家臣。出自富永氏，本名富永助盛。天正11年（1583）成為猪俣氏養子。
邦憲出仕北條氏政弟北條氏邦，擔任奉行一職。在氏邦任上野總司令其間命他為箕輪城城代（後改沼田城城代）。天正17年（1589）違反秀吉制定的大名之間不得爭奪領地法律（惣無事令），收買真田昌幸麾下鈴木重則家臣中一人中山勘兵衛，用計奪取名胡桃城，鈴木重則在城池被奪後羞愧自殺。這個舉動給了秀吉以武力迫使北條氏屈服的念頭，一般都認為因此而引發小田原征伐。
小田原開城後，秀吉命人嚴加搜索邦憲下落，後被捕處以極刑，另一說為他和弟弟富永勘由一同出仕前田家。